# Діофантова геометрія
У математиці діофантова геометрія — дослідження діофантових рівнянь за допомогою потужних методів алгебричної геометрії. У XX столітті окремі математики зрозуміли, що методи алгебричної геометрії - ідеальний засіб для вивчення цих рівнянь. Діофантова геометрія є частиною ширшої галузі арифметичної геометрії .
Чотири теореми діофантової геометрії, які мають фундаментальне значення:
- Теорема Морделла — Вейля[en]
- Теорема Туе — Зігеля — Рота
- Теорема Зігеля про цілочислові точки[en]
- Теорема Фалтінгса

## Підґрунтя
1962 року Серж Ленг опублікував книгу «Діофантова геометрія» (англ. Diophantine Geometry) в якій і ввів термін «діофантова геометрія». Матеріал щодо діофантових рівнянь традиційно викладали за степенем і кількістю змінних, як у «Діофантових рівняннях» Морделла (1969). Книга Морделла починається із зауваження щодо однорідних рівнянь f = 0 над раціональним полем, яке приписують К. Ф. Гауссу, що ненульові розв’язки в цілих числах (як і прості точки решітки) існують, якщо існують ненульові раціональні розв’язки, і зауважує застереження Л. Е. Діксона стосовно параметричних розв'язків. Результат Гільберта — Гурвіца 1890 року, що зменшує діофантову геометрію кривих роду 0 до степенів 1 і 2 (конічні перетини), вміщено в розділі 17, як і гіпотезу Морделла. Теорема Зігеля про цілочислові точки зустрічається в розділі 28. Теорема Морделла про скінченну генерацію групи раціональних точок на еліптичній кривій міститься в розділі 16, а цілих точок на кривій Морделла — в розділі 26.
У критичній рецензії на книгу Ленга Морделл написав:
Останнім часом розроблено потужні нові геометричні ідеї та методи, за допомогою яких знайдено та доведено важливі нові арифметичні теореми та відповідні результати, і деякі з них нелегко довести інакше. Крім того, спостерігалася тенденція одягати старі результати, їх розширення та докази в нову геометричну мову. Іноді, однак, повне значення результатів найкраще описується в геометричній обстановці. У цій книзі Ленг дуже добре пам’ятає про ці аспекти і, здається, не втрачає можливості для геометричної презентації. Це пояснює його назву «Діофантова геометрія».
Він зазначає, що зміст книги переважно складається з версій теореми Морделла — Вейля, теореми Туе — Зігеля — Рота, теореми Зігеля, з трактуванням теореми Гільберта про незвідність та її застосувань (у стилі Зігеля). Залишаючи осторонь проблеми загальності та абсолютно різного стилю, основна математична відмінність між двома книгами полягає в тому, що Ленг використав абелеві многовиди та запропонував доведення теореми Зігеля, тоді як Морделл зазначив, що доведення «має дуже складний характер» (стор. 263).
Попри початкові погані відгуки, 2006 року концепцію Ленга прийнято досить широко, щоб назвати книгу «візійною». Ширша сфера, яку іноді називають арифметикою абелевих многовидів, тепер включає діофантову геометрію разом із теорією полів класів, комплексним множенням, локальними дзета-функціями та L-функціями. Пол Войта написав:
Хоча одні тоді поділяли цю точку зору (наприклад, Вейль, Тейт, Серр), легко забути, що інші не поділяли такої точки зору, що підтверджує рецензія Морделла на «Діофантову геометрію».

## Підходи
Одне рівняння визначає гіперповерхню, а система діофантових рівнянь породжує загальний алгебричний многовид V над K; типове питання стосується природи множини V(K) точок на V з координатами в K, і, за допомогою функцій висоти, можна поставити кількісні питання про «розмір» цих розв'язків, а також якісні питання про те, чи існують будь-які точки, і якщо так, чи існує їх нескінченна кількість. Враховуючи геометричний підхід, розгляд однорідних рівнянь і однорідних координат є фундаментальним з тих же причин, що проєктивна геометрія є домінівним підходом у алгебричній геометрії. Отже, основним питанням є розв'язки в раціональних числах; але цілочисельні розв'язки (тобто точки ґратки) можна розглядати так само, як афінний многовид можна розглядати всередині проєктивного многовиду, який має додаткові точки на нескінченності.
Загальний підхід діофантової геометрії ілюструє теорема Фалтінгса (гіпотеза Морделла), яка стверджує, що алгебрична крива C роду g > 1 над раціональними числами має лише скінченну кількість раціональних точок. Першим результатом такого роду, можливо, була теорема Гільберта і Гурвіца, що стосується випадку g = 0.
Теорія складається як з теорем, так і з багатьох припущень і відкритих питань.